# Okauchee Lake
Okauchee Lake ist eine Siedlung auf gemeindefreiem Gebiet im Waukesha County im US-amerikanischen Bundesstaat Wisconsin. Zu statistischen Zwecken ist der Ort zu einem Census-designated place (CDP) zusammengefasst worden. Im Jahr 2010 hatte Okauchee Lake 4422 Einwohner.
Okauchee Lake ist Bestandteil der Metropolregion Milwaukee.

## Geografie
Okauchee Lake liegt im Südosten Wisconsins am gleichnamigen See. Der Michigansee etwa 50 km östlich. 
Die geografischen Koordinaten von Okauchee Lake sind 43°07′24″ nördlicher Breite und 88°26′26″ westlicher Länge. Der Ort erstreckt sich über eine Fläche von 13 km², die sich auf 9 km² Land- und 4 km² Wasserfläche verteilen. 
Das Stadtzentrum von Milwaukee liegt 52 km östlich. Weitere Nachbarorte sind Merton (17,8 km ostnordöstlich), Chenequa (7,6 km östlich), Nashotah (6,5 km ostsüdöstlich), Delafield (10,6 km südöstlich), Dousman (18 km südlich), Oconomowoc (6,8 km westsüdwestlich) und Lac La Belle (11 km westnordwestlich).
Die neben Milwaukee nächstgelegenen weiteren Großstädte sind Green Bay (193 km nördlich), Wisconsins Hauptstadt Madison (86,9 km westlich), Rockford im benachbarten Bundesstaat Illinois (145 km südwestlich) und Chicago in Illinois (194 km südsüdöstlich).

## Verkehr
Der vierspurig ausgebaute Wisconsin State Highway 16 verläuft in West-Ost-Richtung entlang der südlichen Ortsgrenze. Alle weiteren Straßen in Okauchee Lake sind untergeordnete Landstraßen, unbefestigte Fahrwege oder innerörtliche Verbindungsstraßen.
Durch Okauchee Lake führt parallel zum WIS 16 eine Eisenbahnlinie für den Frachtverkehr der Canadian Pacific Railway (CPR).
Mit dem Waukesha County Airport befindet sich 29 km südöstlich von Okauchee Lake ein kleiner Flugplatz. Der nächste Verkehrsflughafen ist der 62 km ostsüdöstlich gelegene Milwaukee Mitchell International Airport von Milwaukee.

## Bevölkerung
Nach der Volkszählung im Jahr 2010 lebten in Okauchee Lake 4422 Menschen in 1747 Haushalten. Die Bevölkerungsdichte betrug 491,3 Einwohner pro Quadratkilometer. In den 1747 Haushalten lebten statistisch je 2,53 Personen. 
Ethnisch betrachtet setzte sich die Bevölkerung zusammen aus 97,6 Prozent Weißen, 0,7 Prozent Afroamerikanern, 0,1 Prozent amerikanischen Ureinwohnern, 0,7 Prozent Asiaten sowie 0,2 Prozent aus anderen ethnischen Gruppen; 0,8 Prozent stammten von zwei oder mehr Ethnien ab. Unabhängig von der ethnischen Zugehörigkeit waren 1,3 Prozent der Bevölkerung spanischer oder lateinamerikanischer Abstammung. 
23,3 Prozent der Bevölkerung waren unter 18 Jahre alt, 64,6 Prozent waren zwischen 18 und 64 und 12,1 Prozent waren 65 Jahre oder älter. 48,5 Prozent der Bevölkerung waren weiblich.
Das mittlere jährliche Einkommen eines Haushalts lag bei 87.212 USD. Das Pro-Kopf-Einkommen betrug 44.947 USD. 8,0 Prozent der Einwohner lebten unterhalb der Armutsgrenze.